# Aten (planetoïde)
(2062) Aten is de eerst ontdekte van een groep planetoïden die dan ook naar haar vernoemd is, de Aten-planetoïden, met banen die grotendeels binnen de Aardbaan liggen en deze van binnenuit kruisen.
Aten is 1,1 km groot, en haar baan ligt tussen 0,79 AE (perihelium) en 1,143 AE (aphelium). De baaneccentriciteit bedraagt 0,183, waarbij de baan 18,93° helt ten opzichte van de ecliptica.
Aten hoort bij de groep silicaatrijke planetoïden. Het albedo bedraagt 0,2. Tijdens haar oppositie bereikt Aten een helderheid von 16,8 mag en is daarmee een zeer lichtzwak object aan de nachthemel.
Ze werd op 7 januari 1976 ontdekt door Eleanor Helin en is genoemd naar Aton, een Oud-Egyptische god.